# 宾贝尔县

所在位置

宾贝尔县(乌尔都语:ضلع بھمبر)，是巴基斯坦自由克什米尔地区所辖的一个县，位于该地区南部。该县西临米尔布尔县，北临科特利县。总面积1,516 km2 (585.3 sq mi)，总人口343,000 (1998)，人口密度232人/km2 (600.9/sq mi)。

## 行政区划
宾贝尔县辖有3个乡。